# Terofit
Terofit je rastlina, ki vključuje razvoj cikla v eni rastni sezoni, po kateri umre in zgnije. Sušo ali zelo nizko temperaturo preživi v obliki semen, ti izdelki vključujejo večino poljščin (žita, lan ...), zelenjavo in veliko vrst plevela.